# Kaplica św. Stanisława Kostki w Gdyni
Kaplica świętego Stanisława Kostki w Gdyni – rzymskokatolicki kościół filialny należący do parafii św. Stanisława Kostki w Gdyni, prowadzonej przez ojców Jezuitów. Kaplica znajduje się w gdyńskiej dzielnicy Działki Leśne.
Budowa kaplicy została rozpoczęta w sierpniu 1936 roku, w miejscu przeznaczonym na ten cel już w planach urbanistycznych z końca lat dwudziestych XX wieku. Projektantem budowli był inżynier architekt Tadeusz Majewski. Miała ona być połączona z domem zakonnym i stać się początkiem dużego jezuickiego ośrodka edukacyjnego, którego realizacja została zakończona dopiero po zakończeniu II wojny światowej, w latach 80. XX wieku. 
Pierwszy projekt świątyni nie spodobał się zwierzchnikom zakonu i to właśnie o nim o. prowincjał Stanisław Sopuch powiedział „Ohydne nowoczesne pudełko”. Szybko zaakceptowany został jednak drugi projekt, znacznie mniej awangardowy, a jego realizacja została zakończona w lipcu 1937 roku. Powstał wtedy mały kościół halowy o długości 21 metrów, szerokości 11 metrów i wysokości 7 metrów, nakryty dwuspadowym dachem. Z przodu do głównego korpusu przylegała szeroka, masywna wieża wejściowa, zajmująca aż po-łowę długości fasady, lecz tylko nieznacznie przewyższająca kalenicę dachu. Została ona zwieńczona gzymsem i prostą attyką, natomiast powyżej została umieszczona kształtna, ośmioboczna sygnaturka z wysokim krzyżem. Nad wejściami do kościoła, umieszczonymi z dwóch stron wieży znajdowały się małe rozety okien, z kolei wejście główne podkreślone zostało dwiema mocno zarysowanymi lizenami. Całość, pomimo małych rozmiarów miała wyraźnie klasycyzującą, symetryczną kompozycję, charakterystyczną dla architektury modernizmu drugiej połowy lat trzydziestych XX wieku